# Golijat
Golijat (hebrejski jezik: גָּלְיָת; standardni: Golyat; tibetski: Golyāṯ ; arapski: جالوت ; Jalut
(muslimanski pojam): جليات; Julyat (kršćanski pojam) - također poznat i kao Golijat Gata (jedan od pet filistejskih gradova), bio je filistejski ratnik, poznat po bitci s mladim Davidom (budućim kraljem Izraela), opisanim u kršćanskoj Bibliji u Starom zavjetu u Prvoj knjizi o Samuelu, 17 poglavlje (1 Sam 17).

## 1 Sam 17
Golijat je bio Filistejac iz Gata, ratnik koji se borio na strani svoga naroda, koji su se kroz povijest sukobljavao s Izraelcima. U početku su Izraelci u miru živjeli među filistejskim knezovima, Kanaancima, Sidoncima i Hivijcima koji su poslužili, da se Izrael iskuša jer je Jahve htio vidjeti hoće li Izraelci održati zapovijedi, koje im je dao preko Mojsija. No, Izraelci se nisu držali zapovijedi i nisu više služili Jahvi nego bogovima drugih naroda, zbog čega ih je Bog kaznio i postali su robovi naroda s kojima su u početku živjeli u miru. Najduže su bili sluge Filistejcima i Amoncima. Amonce je pobijedio, nakon 18. god. robovanja, Jitah koji je u čast pobjede žrtvovao kćer jedinicu. Mnogi su se nakon njega borili s Filistejcima. Jedan od njih bio je i Samson, koji je osvetio svoju ženu i djecu. Izraelci u ovim sukobima i nisu prolazili baš najbolje, uglavnom s mnogo žrtava, a u jednoj bitci Filistejci su zarobili i Kovčeg saveza s Jahvom. Kovčeg Saveza donio je Filistejcima mnogo nedaća tako da su ga na posljetku poslali prema Izraelu. Značajniji uspjeh u bitkama s Filistejcima postigao je Šaul, koji je bio kralj Izraela, a pripomogao mu je njegov sin Jonatan, no Šaul se ogriješio o zapovijedi Božje i bio je od njega odbačen. U to vrijeme Izraelu se javlja nova prijetnja starog neprijatelja. Filistejci su se ponovno skupili u boj protiv Izraelaca. Ovaj put predvodio ih je Golijat, Filistejac iz Gata. 
Golijat je bio visok šest lakata i jedan pedalj (292,5 cm), na glavi je imao mjedenu kacigu, a bio je obučen u ljuskav oklop, koji je bio težak pet tisuća mjedenih šekela (60 kg). Na nogama je imao mjedene nogavice, a na ramenima mjedenu sulicu. Kopljača njegova koplja bila je kao tkalačko vratilo, a šiljak koplja težak šest stotina željeznih šekela. Pred njim je uvijek stupao štitonoša. Golijat je bio ratnik skoro cijeli svoj život,od svoje rane mladosti. Također je bio najviši i najsnažniji među filistejskom vojskom. Sve u svemu to je bio čovjek kojega nitko ne bi volio imati za neprijatelja. U ovoj bitci on je bio glavna uloga, kad su se utaborili izašao je pred šator i od Izraelaca tražio, da mu pošalju jednog svog čovjeka na dvoboj, pa će Filistejci biti Izraelovi robovi ako Izraelac pobijedi. Tako je Golijat izlazio svakog jutra i svake večeri kroz 40 dana, ali su ga se kralj Šaul i Izraelci bojali, jer je zastrašujuće izgledao tako da nije bilo nikoga dovoljno hrabroga da se bori protiv njega. Tako je kralj Šaul ponudio nagradu onome koji bude imao hrabrosti izići pred Golijata i pobijediti ga. Kada je David čuo za nagradu koju je ponudio kralj Šaul, odlučio je da će ići u borbu protiv Golijata (htio se okušati u tom dvoboju), na što je kralj Šaul nevoljko pristao. David je odbio oklop koji mu je ponudio kralj Šaul, tako da je u dvoboju pobijedio pogodivši Golijata kamenom iz praćke u čelo, nakon čega mu je njegovim vlastitim mačem odrubio glavu. Filistejci su u panici počeli bježati, a Izraelci su počeli slaviti pobjedu. To je bio Golijatov kraj, a Davidov početak.

### Golijat na filmu
Golijat je 60.-tih godina prošlog stoljeća utjelovljen i na filmskom platnu po uzoru na Herakla koji je 1957. godine postao blockbuster, a upravo zbog svoje snage i Golijat se pojavio na filmskom platnu. U filmskoj adaptaciji biblijske priče o Golijatu glumio je i Orson Welles u filmu „David i Golijat“.